# Raising Cane's Chicken Fingers
Raising Cane's Chicken Fingers（一般會簡稱為Cane's）是一間總部位於美國路易西安納州巴頓魯治的美式連鎖速食店，於1996年8月26日創立，以炸雞為主打菜色。雖然總部至今仍位於路易西安納州，2009年Raising Cane's在德州Plano開設了公司的第二支援辦公總部。

## 歷史
創辦人之一Todd Graves (entrepreneur)於1990年代即有創立一間餐廳的夢想，Craig Silvey也在路易斯安那州立大學學習如何撰寫創業計畫書。當時兩人共同撰寫計劃書，由Craig提交給任課教師，但該篇計畫書最後僅拿到「B-」的成績。儘管最初利用該計畫書籌措資金受挫，Graves依然決定自籌創業資金，前往加州煉油廠工作、爾後到阿拉斯加釣魚。在賺夠一定資本額後，兩人向銀行借了中小企業貸款，於美國路易西安納州巴頓魯治的路易斯安那州立大學校園附近開設首間餐廳，並號召周遭親友幫忙。最初首間門市在校園附近有一同性質的競爭對手Bailey's Chicken Fingers，但自1999年該店結束營運後，Raising Cane's即為附近區域唯一的炸雞速食店。
1999年，Silvey為專注其在威克森林大學的MBA學業，售出其股份並轉自矽谷工作。Silvey在後來受Graves邀請再次回任財務與資訊科技副總經理的職務。
在2008年成長至50間店面，多數店面均位於美國路易西安納州巴頓魯治。首間巴頓魯治以外的店面於2001年在路易西安納州拉法葉開設。時至今日，已擴展至美國24個州、390間店面。

## 海外據點
目前Raising Cane's在科威特（1間，2015年九月開幕）、巴林（1間，2016年九月開幕）、沙烏地阿拉伯（3間，2017年二月首間開幕）、黎巴嫩（1間，2017年十二月開幕）、以及阿拉伯聯合大公國（1間，2018年三月開幕）設有分店。

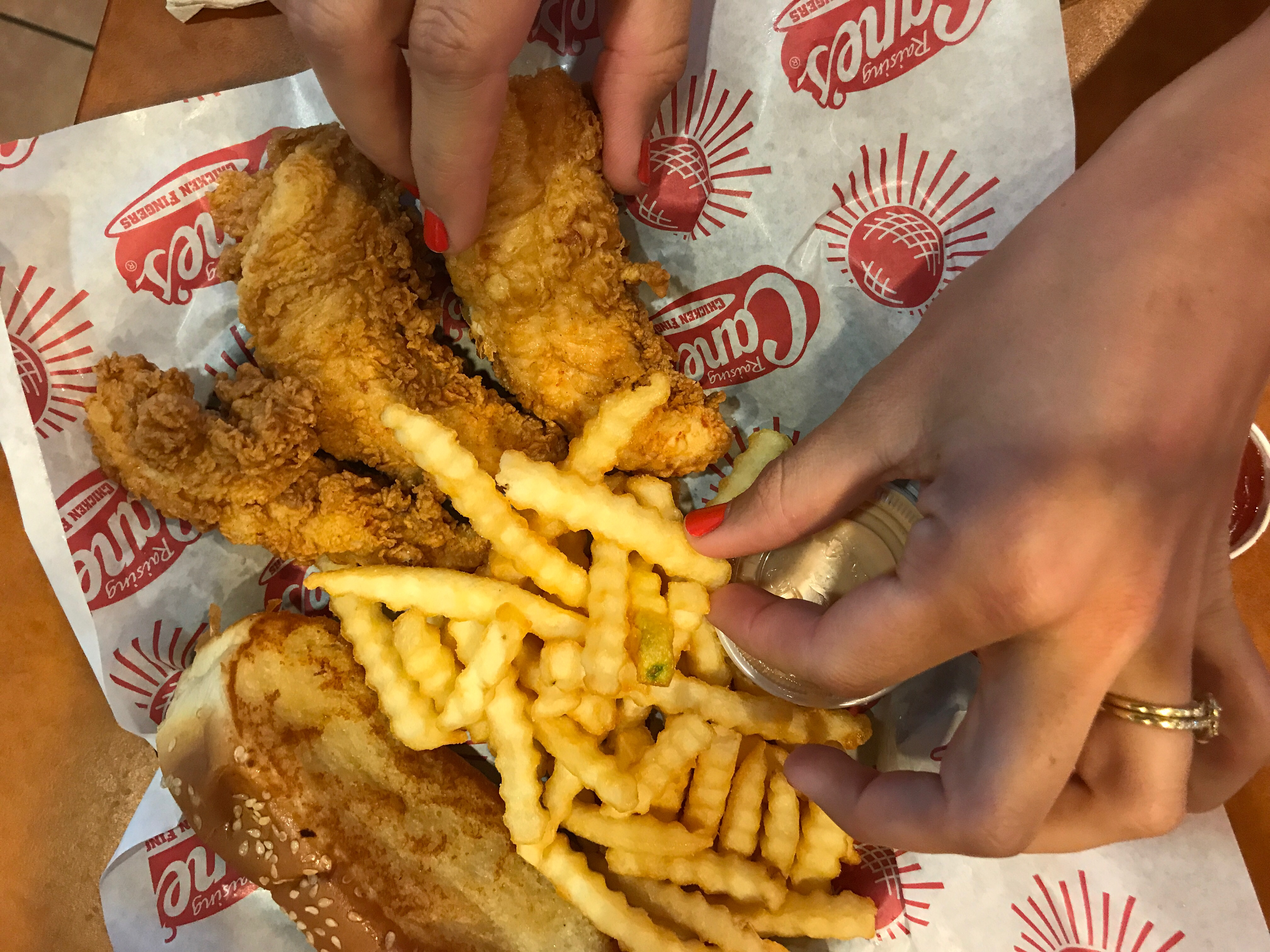
Raising Cane's的雞肉